# ATX Open 2024 - Doppio
Il doppio femminile del torneo di tennis professionistico ATX Open 2024, facente parte della categoria WTA 250 nell'ambito del WTA Tour 2024, si gioca dal 26 febbraio al 3 marzo 2024 ad Austin, negli Stati Uniti d'America. Erin Routliffe e Aldila Sutjiadi erano le campionesse in carica, ma hanno scelto di non prendere parte a questa edizione del torneo.
In finale Olivia Gadecki e Olivia Nicholls hanno sconfitto Katarzyna Kawa e Bibiane Schoofs con il punteggio di 6-2, 6-4.

## Teste di serie
1. Oksana Kalašnikova /  Nadiia Kičenok (semifinale)
2. Anna Danilina /  Zhang Shuai (quarti di finale)

1. Irina Chromačëva /  Jana Sizikova (quarti di finale)
2. Tereza Mihalíková /  Yanina Wickmayer (semifinale, ritirate)

## Wildcard
1. Maya Joint /  Sabina Zejnalova (quarti di finale)

1. Samantha Murray Sharan /  Jessika Ponchet (primo turno)

## Ranking protetto
1. Catherine Harrison /  Sabrina Santamaria (primo turno)

## Tabellone

### Legenda
| - Q = Qualificato - WC = Wild card - LL = Lucky loser | - ALT = Alternate - SE = Special Exempt - PR = Protected Ranking | - w/o = Walkover - r = Ritirato - d = Squalificato |

|  | Primo turno | Primo turno               | Primo turno             | Primo turno | Primo turno |  |  | Quarti di finale | Quarti di finale         | Quarti di finale        | Quarti di finale     | Quarti di finale     |                      |      | Semifinali | Semifinali                     | Semifinali                     | Semifinali                     | Semifinali                     |   |   | Finale | Finale | Finale | Finale | Finale |  |
|  |             |                           |                         |             |             |  |  |                  |                          |                         |                      |                      |                      |      |            |                                |                                |                                |                                |   |   |        |        |        |        |        |  |
|  | 1           | O Kalašnikova N Kičenok   | O Kalašnikova N Kičenok | 7           | 7           |  |  |                  |                          |                         |                      |                      |                      |      |            |                                |                                |                                |                                |   |   |        |        |        |        |        |  |
|  |             | S Chang A Kulikov         | S Chang A Kulikov       | 64          | 65          |  |  | 1                | O Kalašnikova N Kičenok  | 3                       | 6                    | [11]                 |                      |      |            |                                |                                |                                |                                |   |   |        |        |        |        |        |  |
|  | WC          | M Joint S Zejnalova       | 69                      | 6           | [10]        |  |  | WC               | M Joint S Zejnalova      | 6                       | 3                    | [9]                  |                      |      |            |                                |                                |                                |                                |   |   |        |        |        |        |        |  |
|  |             | E Lechemia A Sisková      | 7                       | 4           | [4]         |  |  |                  |                          |                         |                      |                      |                      |      | 1          | O Kalašnikova N Kičenok        | 7                              | 4                              | [7]                            |   |   |        |        |        |        |        |  |
|  | 3           | I Chromačëva J Sizikova   | I Chromačëva J Sizikova | 6           | 6           |  |  |                  |                          |                         | K Kawa B Schoofs     | 5                    | 6                    | [10] |            |                                |                                |                                |                                |   |   |        |        |        |        |        |  |
|  |             | M Lumsden I Šymanovič     | M Lumsden I Šymanovič   | 0           | 1           |  |  | 3                | I Chromačëva J Sizikova  | I Chromačëva J Sizikova | 68                   | 0                    |                      |      |            |                                |                                |                                |                                |   |   |        |        |        |        |        |  |
|  |             | K Kawa B Schoofs          | 5                       | 6           | [10]        |  |  |                  | K Kawa B Schoofs         | K Kawa B Schoofs        | 7                    | 6                    |                      |      |            |                                |                                |                                |                                |   |   |        |        |        |        |        |  |
|  | PR          | C Harrison S Santamaria   | 7                       | 4           | [6]         |  |  |                  |                          |                         |                      |                      |                      |      |            | Katarzyna Kawa Bibiane Schoofs | Katarzyna Kawa Bibiane Schoofs | 2                              | 4                              |   |   |        |        |        |        |        |  |
|  | WC          | S Murray Sharan J Ponchet | 6                       | 3           | [5]         |  |  |                  |                          |                         |                      |                      |                      |      |            |                                |                                | Olivia Gadecki Olivia Nicholls | Olivia Gadecki Olivia Nicholls | 6 | 6 |        |        |        |        |        |  |
|  |             | P Stearns S Stephens      | 2                       | 6           | [10]        |  |  |                  | P Stearns S Stephens     | 6                       | 2                    | [2]                  |                      |      |            |                                |                                |                                |                                |   |   |        |        |        |        |        |  |
|  |             | Y Wang Y Yuan             | 6                       | 1           | [7]         |  |  | 4                | T Mihalíková Y Wickmayer | 4                       | 6                    | [10]                 |                      |      |            |                                |                                |                                |                                |   |   |        |        |        |        |        |  |
|  | 4           | T Mihalíková Y Wickmayer  | 4                       | 6           | [10]        |  |  |                  |                          |                         |                      |                      |                      |      | 4          | T Mihalíková Y Wickmayer       | T Mihalíková Y Wickmayer       | T Mihalíková Y Wickmayer       |                                |   |   |        |        |        |        |        |  |
|  |             | D Collins F Contreras     | D Collins F Contreras   | 4           | 3           |  |  |                  |                          |                         | O Gadecki O Nicholls | O Gadecki O Nicholls | O Gadecki O Nicholls | w/o  |            |                                |                                |                                |                                |   |   |        |        |        |        |        |  |
|  |             | O Gadecki O Nicholls      | O Gadecki O Nicholls    | 6           | 6           |  |  |                  | O Gadecki O Nicholls     | O Gadecki O Nicholls    | 6                    | 6                    |                      |      |            |                                |                                |                                |                                |   |   |        |        |        |        |        |  |
|  |             | L Bronzetti Xiy Wang      | L Bronzetti Xiy Wang    | 3           | 0           |  |  | 2                | A Danilina S Zhang       | A Danilina S Zhang      | 3                    | 3                    |                      |      |            |                                |                                |                                |                                |   |   |        |        |        |        |        |  |
|  | 2           | A Danilina S Zhang        | A Danilina S Zhang      | 6           | 6           |  |  |                  |                          |                         |                      |                      |                      |      |            |                                |                                |                                |                                |   |   |        |        |        |        |        |  |